# آرون نویل
آرون نویل ( به انگلیسی Aaron Neville) خواننده و موسیقیدان سول و آر اند بی آمریکایی است. او چهار آلبوم بالای ۲۰ در جدول بیلبورد آمریکا به همراه ۴ آلبوم پلاتینیوم در اختیار دارد.او از سال ۱۹۶۶ تا کنون مشغل فعالیت است و در چند فیلم سینمایی نیز حضور داشته است.
از فیلم‌های معروف او می‌توان به فیلم زاندالی، گروه تعقیب و آبشارهای مالهالند اشاره کرد.